# Đurđevići
Đurđevići (cyr. Ђурђевићи) – wieś w Bośni i Hercegowinie, w Republice Serbskiej, w gminie Milići. W 2013 roku liczyła 234 mieszkańców.